# Christine Bauer-Jelinek

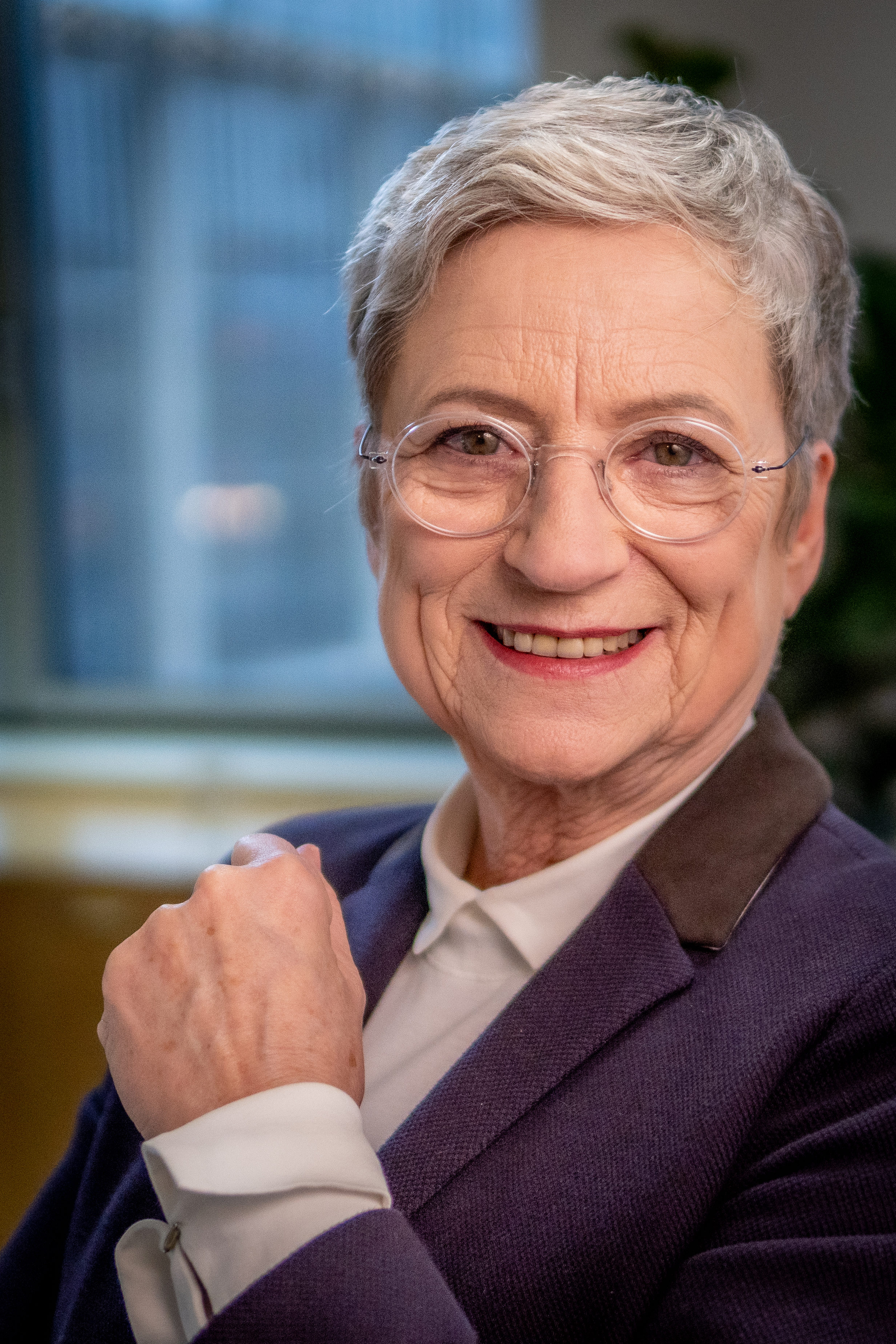
Christine Bauer-Jelinek (2020)

Christine Bauer-Jelinek (* 23. Februar 1952 in Wien) ist eine österreichische Sachbuchautorin. In ihren Büchern schreibt sie über Mechanismen und Sprachen der Macht sowie den Umgang von Männern und Frauen mit Macht.

## Leben
Christine Bauer-Jelinek wuchs mit zwei Brüdern in einfachen Verhältnissen in Wien auf, der Vater war
Schneidermeister, die Mutter Verkäuferin. Mit acht Jahren überlebte sie knapp eine Krebserkrankung.
1972 schloss sie das Lehramtsstudium an der Pädagogischen Akademie des Bundes ab. Danach studierte sie Psychologie an der Universität Wien. Während ihrer Anstellung als Lehrerin bis 1981 absolvierte sie Ausbildungen in verschiedenen psychotherapeutischen Richtungen und erlangte 1992 die Berufsberechtigung als Psychotherapeutin. Seit 1987 ist Bauer-Jelinek als Wirtschaftscoach selbständig. Sie ist Geschäftsführerin und Gesellschafterin der Firma Jelinek & Partner GmbH. 2006 gründete sie das Institut für Macht-Kompetenz in Wien, um Einzelpersonen und Gruppen für Führungspositionen zu qualifizieren. 2009 erweiterte sie ihre Aktivitäten um die Dresscode-CompanyGmbH. 2012 verkaufte sie beide Firmen.
Bauer-Jelinek war Lehrbeauftragte an der Wirtschaftsuniversität Wien und lehrte bis 2021 als Gastdozentin an der Donau-Universität Krems zum Thema Macht und Mikropolitik in Organisationen.
Bauer-Jelinek lebt und arbeitet in Wien, hat zwei erwachsene Kinder sowie zwei Enkel.

## Kritik
Wegen der #metoo-Debatte und verschiedener Übergriffe von männlichen Abgeordneten wurde Bauer-Jelinek 2017 vom österreichischen Parlament als externe Beraterin für eine „Clearingstelle für Frauen und Männer bei sexueller Belästigung und Machtmissbrauch“ zu Rate gezogen. Sie baute die Clearingstelle 2018 auf und leitete sie provisorisch. Nach sechs Monaten wurde der Vertrag nach Kritik nicht verlängert. Kritisiert wurden u. a. verschiedene Äußerungen von Bauer-Jelinek in einer TV-Sendung.

## Publikationen
- Machtwort: Angst, Wut und Ohnmacht überwinden. Besser denken und entscheiden. Schwierige Gespräche meistern, Ueberreuter-Verlag, Wien 2016, ISBN 978-3-8000-7657-4
- Der falsche Feind: Schuld sind nicht die Männer. Ecowin Verlag, Salzburg 2012, ISBN 978-3-7110-0029-3.
- Die helle und die dunkle Seite der Macht. Ecowin, Salzburg 2009, ISBN 978-3-902404-68-8.
- Die geheimen Spielregeln der Macht. Und die Illusionen der Gutmenschen. Ecowin, Salzburg 2007, ISBN 978-3-902404-41-1.
- Business-Krieger. Überleben in Zeiten der Globalisierung. C.H.Beck, München 2003, ISBN 978-3-406-50773-1.